# Огре
 Тази статия е за града в Латвия.  За административния район вижте Огре (район).  За митичното същество вижте Огър.
Огре (на латвийски: Ogre) е град в централна Латвия, административен център на район Огре. Градът се намира на 36 km източно от столицата Рига при сливането на река Западна Двина и река Огре, на която градът е кръстен. Огре има статут на град от 1928 г. Населението на града е 25 380 души (2016), а територията му е 1970 km2.
За пръв път населеното място е споменато като село през 1206 г. През 1861 г. е построена железопътната линия Рига – Даугавпилс и населеното място започва да се разраства. През 1862 г. Огре става здравен курорт.
Гербът на града е одобрен официално през 1938 г., като на него са изобразени реката и боровата гора до Огре.
В града има музикално училище и художествена академия. Подобно на повечето градове в Латвия, половината от населението е латвийско, а другата половина е руско.